# Kappelkinger
Kappelkinger ist eine französische Gemeinde mit 421 Einwohnern (Stand 1. Januar 2022) im Département Moselle in der Region Grand Est (bis 2015 Lothringen). Sie gehört zum Arrondissement Sarreguemines und zum Gemeindeverband Sarreguemines Confluences.

## Geografie
Die Gemeinde Kappelkinger im Nordosten Lothringens liegt an der Albe, einem Nebenfluss der Saar, etwa 20 Kilometer südwestlich von Sarreguemines. Die Albe durchquert auf der Höhe von Kappelkinger ein hügeliges Terrain, während sie westlich und östlich des Dorfes durch ein flaches, früher sumpfiges Gelände fließt. Zwischen dem eigentlichen Dorf Kappelkinger am südlichen Ufer der Albe und dem heutigen Ortsteil Uberkinger am Nordufer des Flusses bestand vor dem Bau einer ersten Brücke im Mittelalter eine Furt. Das waldlose Hügelland nördlich und südlich der Albe besteht aus Äckern, in den von Gräben durchzogenen Flussauen (Muehlbach, Rohrgraben, Kleinbach) dominieren Weiden und Grünland. Im Nordosten der Gemeinde wird mit 247 m (Hinkenberg) der höchste Punkt erreicht.
Nachbargemeinden von Kappelkinger sind Hilsprich im Norden, Le Val-de-Guéblange im Osten, Hazembourg im Südosten, Vittersbourg im Süden, Insming im Südwesten, Nelling im Westen sowie Petit-Tenquin im Nordwesten.

## Geschichte
Vor 1150 war Kappelkinger Eigentum der Saargaugrafen. Der damalige Name des Dorfes – Curbera – entwickelte sich über Cungera allmählich zu Kinger. Im Jahr 1150 schenkte Graf Sigebert das Dorf samt dem Zehnten und der Gerichtsbarkeit der Abtei Wadgassen. Diese Schenkung wurde im Jahr 1179 von Papst Alexander III. bestätigt.
Im Jahr 1200 besaß Kappelkinger bereits eine Kapelle, die namengebend für den Ortsteil südlich der Albe bzw. für die heutige gesamte Gemeinde wurde.
Die Abtei Wadgassen verzichtete 1224 auf die Rechte an Kinger zugunsten des Grafen von Werd Sigebert III. und seines Sohnes Henry. Sie erhielt im Gegenzug die Hälfte der Zehnten des Nachbardorfes Val-de-Guéblange. Graf Heinrich I. von Zweibrücken, Herr Otto von Ochsenstein und dessen Bruder Eberhard von Greifenstein erteilten ihre Zustimmung. Zum Dorf Kinger gehörten damals neben Kappelkinger und Überkinger auch Wentzviller, Audviller, Steinbach und Schweix (heute alle Ortsteile der Gemeinde Le Val-de-Guéblange). Sigebert III. starb 1228. In den folgenden Jahrzehnten wechselten die Besitzverhältnisse in Kinger und unmittelbarer Umgebung häufig.
In den Jahren 1348 und 1349 wütete die Pest in Lothringen und Söldnerhaufen und Räuberbanden verwüsteten das Land. Von 1383 bis 1629 gehörte Kinger zur Burggrafschaft Albestroff.
1525 erreichte der Bauernkrieg auch die Dörfer um Kinger. So wurde das Priorat Insming, dessen Pfarrei für Kappelkinger und Überkinger zuständig war, vollständig zerstört.
Auch der Dreißigjährige Krieg ging nicht spurlos an Kinger vorbei: Bei den Kämpfen der Truppen Richelieus, die mit den Schweden und den protestantischen deutschen Fürsten gegen den deutschen Kaiser verbündet waren, wurden in Verbindung mit einer grassierenden Hungersnot ganze Landstriche entvölkert. Viele Dörfer verschwanden für immer von der Landkarte, viele andere Dörfer – darunter Kinger – waren zerstört und für lange Jahre unbewohnbar.
Im Westfälischen Frieden kam das Bistum Metz in Lothringen vertragsgemäß zu Frankreich. Der Gouverneur Marschall Henri de La Ferté-Senneterre unternahm erste Schritte zur Wiederbesiedlung der entvölkerten Gebiete. Aber erst Jahrzehnte später wanderten Siedler aus der Schweiz, aus Deutschland, aus Savoyen, Burgund, der Auvergne und der Picardie ein.
Kappelkinger erhielt 1727 eine eigene Pfarrei. Das Kloster Insming finanzierte 1724 den Abriss der alten baufälligen Kapelle und acht Jahre später den Bau der Pfarrkirche St. Jakob (heute Église Saint-Jacques-le-Majeur).
Während der Französischen Revolution wurden die alten französischen Provinzen abgeschafft und flächendeckend neue Départements, Arrondissements, Kantone und Gemeinden gegründet. 1790 kam Kappelkinger mit dem Ortsteil Uberkinger zum Kanton Sarralbe und zum Arrondissement Sarreguemines. Von 1800 bis 1802 lag Kappelkinger im nur drei Jahre existierenden Kanton Puttelange.
Zwischen 1871 und dem Ende des Ersten Weltkrieges gehörte die Gemeinde Kappelkinger zum Kreis Forbach im deutschen Reichsland Elsaß-Lothringen. In der Zeit des Zweiten Weltkrieges war Kappelkinger erneut Teil des Landkreises Forbach und für kurze Zeit Teil des Landkreises Sankt Avold.
Seit dem 1. Januar 2001 gehört Kappelkinger zusammen mit den anderen Gemeinden des Kantons Sarralbe wieder zum Arrondissement Sarreguemines.

### Bevölkerungsentwicklung
| Jahr      | 1962 | 1968 | 1975 | 1982 | 1990 | 1999 | 2010 | 2021 |
| --------- | ---- | ---- | ---- | ---- | ---- | ---- | ---- | ---- |
| Einwohner | 422  | 442  | 390  | 403  | 388  | 401  | 399  | 418  |

Im Jahr 1836 wurde mit 703 Bewohnern die bisher höchste Einwohnerzahl ermittelt. Die Zahlen basieren auf den Daten von cassini.ehess und INSEE.

## Sehenswürdigkeiten
- Kirche St. Jakobus (Église Saint-Jacques-le-Majeur) aus dem Jahr 1732
- Kapelle St. Odilia (Chapelle Sainte-Odile) im Ortsteil Uberkinger
- Bauernhof mit Fachwerkelementen aus dem 17./18. Jahrhundert in der rue Saint-Jacques 9, Monument historique[4]
- Fachwerkhaus aus dem 18. Jahrhundert in der rue Saint-Jacques 3, Monument historique[5]

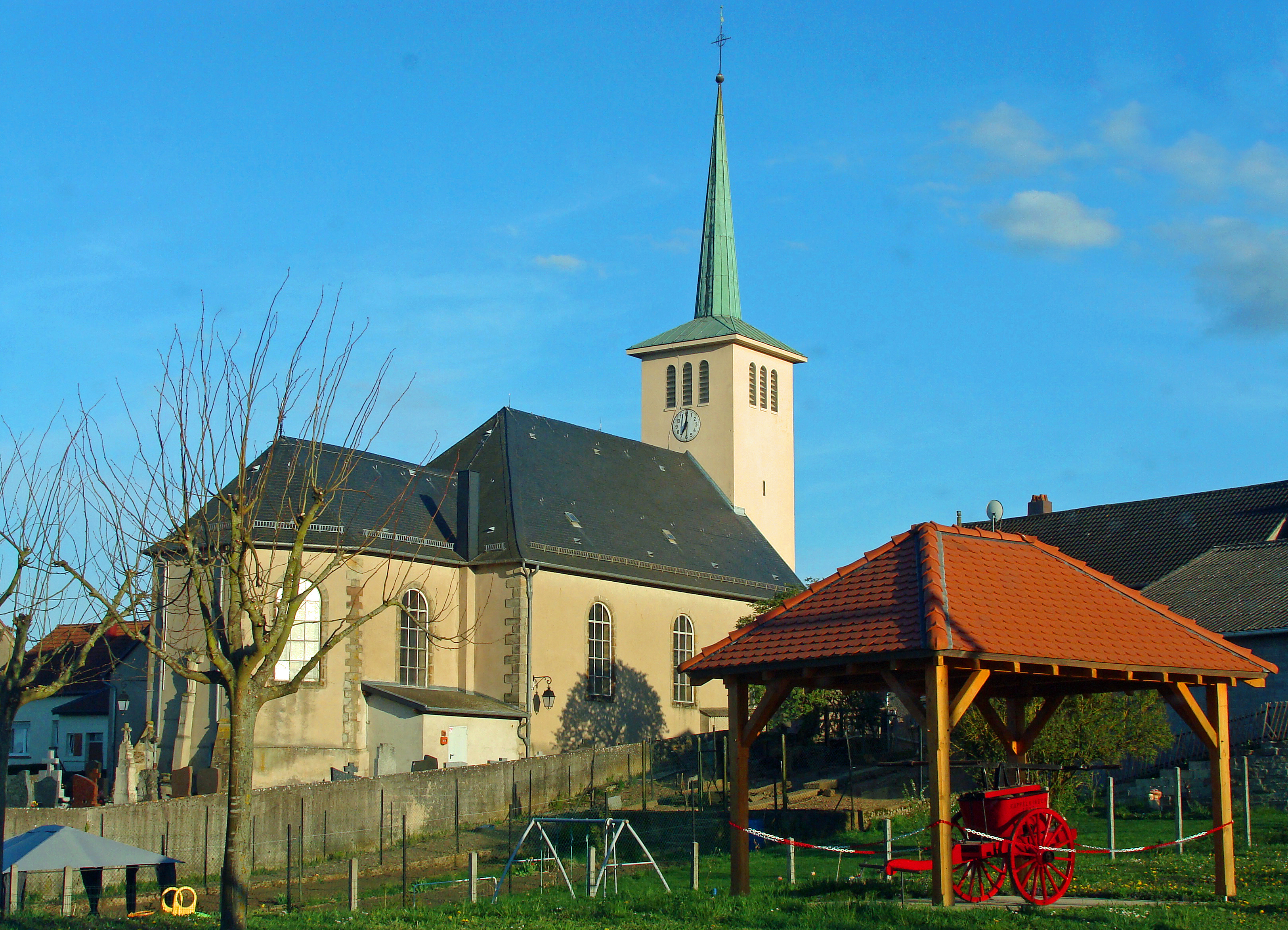
Kirche St. Jakobus
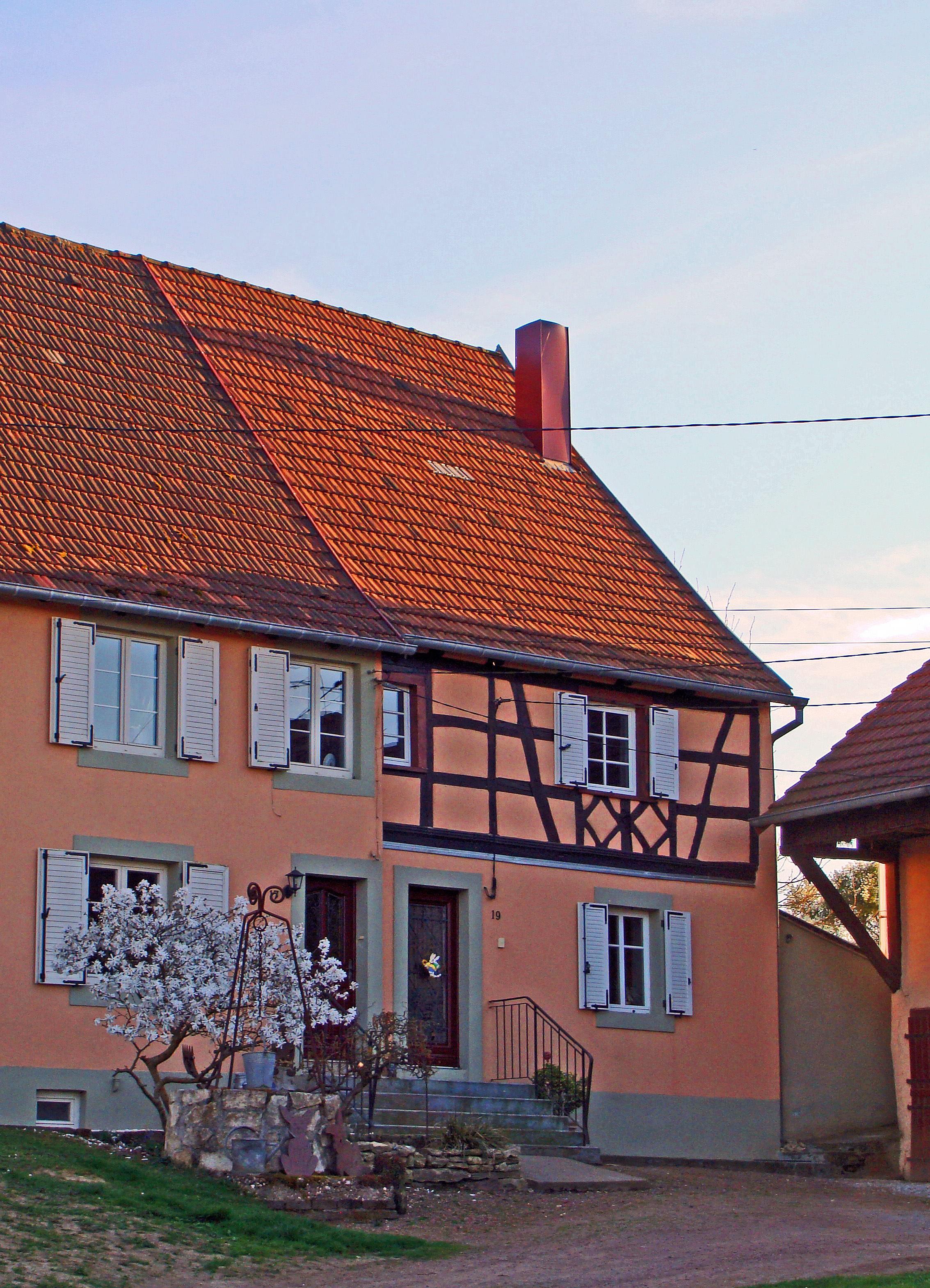
Altes Fachwerkhaus
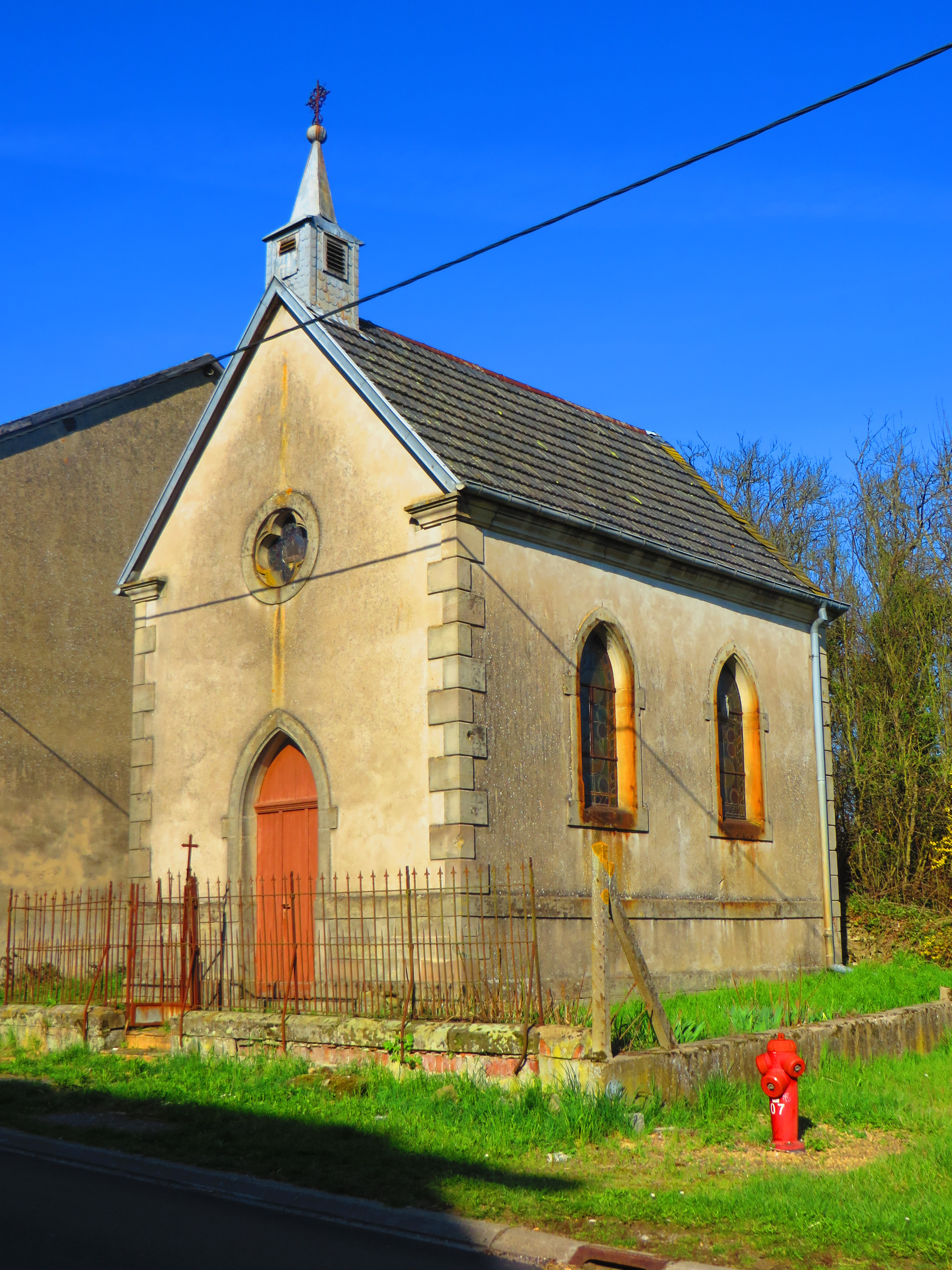
Kapelle St. Odilia in Uberkinger

## Wirtschaft und Infrastruktur
In der Gemeinde sind zehn Landwirtschaftsbetriebe ansässig (Getreideanbau, Zucht von Pferden, Schafen und Ziegen). Neben kleinen Handwerks- und Dienstleistungsbetrieben (Autowerkstatt, Restaurants) im Ort pendeln einige Bewohner in die großen Gewerbegebiete zwischen Sarralbe und Sarreguemines wie Smartville oder Ineos (Petrochemie).

### Verkehrsanbindung
Durch Kappelkinger führt die Fernstraße D 28 von Sarralbe nach Albestroff. Weitere Straßen führen in die Nachbargemeinden Hilsprich, Hazembourg und Vittersbourg. Der nächste Bahnhof befindet sich in der nahen Kleinstadt Sarralbe. Von 1881 bis 1970 gab es in Kappelkinger einen Bahnhof an der nunmehr stillgelegten Bahnstrecke Champigneulles–Sarralbe. An diesen Bahnhof erinnert heute noch der Straßenname Rue de la Gare.

## Belege
1. ↑  Geschichte auf cc-albe-lacs.com. Abgerufen am 17. Februar 2013 (französisch).
2. ↑  Kappelkinger auf cassini.ehess
3. ↑  Kappelkinger auf INSEE
4. ↑  Eintrag Nr. PA00107070 in der Base Mérimée des französischen Kulturministeriums (französisch)
5. ↑  Eintrag Nr. PA00107069 in der Base Mérimée des französischen Kulturministeriums (französisch)
6. ↑  Landwirtschaftsbetriebe auf annuaire-mairie.fr (französisch)